# Lillestrøm Sportsklubb 2015
Questa voce raccoglie le informazioni riguardanti il Lillestrøm Sportsklubb nelle competizioni ufficiali della stagione 2015.

## Stagione
Al termine del campionato 2014, l'allenatore Magnus Haglund ha lasciato il suo incarico. Il 13 novembre 2014, Rúnar Kristinsson è stato ufficialmente ingaggiato come nuovo allenatore della squadra, a cui si è legato con un contratto triennale, valido a partire dal 1º gennaio 2015. In vista del campionato 2015, la Norges Fotballforbund ha inflitto un punto di penalizzazione al Lillestrøm, per inadempienze finanziarie.
La squadra ha chiuso l'annata all'8º posto finale, mentre l'avventura nel Norgesmesterskapet 2015 è terminata al terzo turno, con l'eliminazione per mano dello Strømmen. Il calciatore più utilizzato in stagione è stato Marius Amundsen a quota 33 presenze (30 in campionato, 3 in coppa). Fred Friday è stato invece il miglior marcatore con 17 reti, divise in 11 in campionato e 6 in coppa.

## Maglie e sponsor
Lo sponsor tecnico per la stagione 2015 è stato Legea. La divisa casalinga fu composta da una maglietta gialla con inserti neri, pantaloncini neri e calzettoni gialli. Quella da trasferta era invece totalmente rossa, con inserti bianchi.
| Casa | Trasferta |

## Rosa
| N. |                        | Ruolo | Calciatore              |
| -- | ---------------------- | ----- | ----------------------- |
| 2  | Paesi Bassi (bandiera) | D     | Michael Timisela        |
| 3  | Norvegia (bandiera)    | D     | Simen Kind Mikalsen     |
| 4  | Norvegia (bandiera)    | D     | Marius Amundsen         |
| 5  | Finlandia (bandiera)   | D     | Lum Rexhepi             |
| 6  | Islanda (bandiera)     | C     | Finnur Orri Margeirsson |
| 7  | Svezia (bandiera)      | C     | Johan Andersson         |
| 8  | Francia (bandiera)     | C     | Malaury Martin          |
| 8  | Norvegia (bandiera)    | C     | Bjørn Helge Riise       |
| 9  | Islanda (bandiera)     | A     | Árni Vilhjálmsson       |
| 10 | Norvegia (bandiera)    | C     | Marius Lundemo          |
| 11 | Norvegia (bandiera)    | C     | Erling Knudtzon         |
| 12 | Norvegia (bandiera)    | P     | Jacob Faye-Lund         |
| 13 | Norvegia (bandiera)    | D     | Frode Kippe             |
| 14 | Norvegia (bandiera)    | C     | Fredrik Krogstad        |
| 16 | Norvegia (bandiera)    | D     | Håkon Skogseid          |
| 17 | Norvegia (bandiera)    | C     | Jørgen Kolstad          |
| 18 | Nigeria (bandiera)     | C     | Bonke Innocent          |

| N. |                           | Ruolo | Calciatore           |
| -- | ------------------------- | ----- | -------------------- |
| 19 | Norvegia (bandiera)       | A     | Joachim Osvold       |
| 20 | Norvegia (bandiera)       | D     | Stian Ringstad       |
| 21 | Costa d'Avorio (bandiera) | C     | Moryké Fofana        |
| 22 | Norvegia (bandiera)       | D     | Simen Nordermoen     |
| 23 | Nigeria (bandiera)        | A     | Fred Friday          |
| 27 | Norvegia (bandiera)       | A     | Markus Brændsrød     |
| 29 | Norvegia (bandiera)       | P     | Emil Ødegaard        |
| 30 | Norvegia (bandiera)       | A     | Mohamed Ofkir        |
| 31 | Gambia (bandiera)         | C     | Sheriff Sinyan       |
| 32 | Norvegia (bandiera)       | D     | Sondre Karterud      |
| 33 | Norvegia (bandiera)       | D     | Keivan Ghaedamini    |
| 34 | Norvegia (bandiera)       | D     | Peder Kristiansen    |
| 35 | Norvegia (bandiera)       | C     | Henrik Kristiansen   |
| 37 | Norvegia (bandiera)       | A     | Petter Mathias Olsen |
| 77 | Kenya (bandiera)          | P     | Arnold Origi         |
| 90 | Norvegia (bandiera)       | A     | Amahl Pellegrino     |

## Calciomercato

### Sessione invernale(dal 01/01 al 31/03)
| Arrivi           | Arrivi                  | Arrivi     | Arrivi        |
| R.               | Nome                    | da         | Modalità      |
| ---------------- | ----------------------- | ---------- | ------------- |
| D                | Lum Rexhepi             | Honka      | definitivo    |
| C                | Markus Brændsrød        |            | svincolato    |
| C                | Fredrik Krogstad        | Lørenskog  | definitivo    |
| C                | Finnur Orri Margeirsson | Breiðablik | definitivo    |
| A                | Joachim Osvold          | TPS        | fine prestito |
| A                | Árni Vilhjálmsson       | Breiðablik | definitivo    |
| Altre operazioni |                         |            |               |
| R.               | Nome                    | da         | Modalità      |
| P                | Kenneth Udjus           | Sogndal    | fine prestito |

| Partenze | Partenze            | Partenze | Partenze   |
| R.       | Nome                | a        | Modalità   |
| -------- | ------------------- | -------- | ---------- |
| P        | Kenneth Udjus       | Brann    | definitivo |
| C        | Erik Mjelde         |          | svincolato |
| C        | Ohi Omoijuanfo      |          | svincolato |
| C        | Pálmi Rafn Pálmason |          | svincolato |
| C        | Petter Vaagan Moen  |          | svincolato |

### Tra le due sessioni
| Arrivi | Arrivi           | Arrivi | Arrivi     |
| R.     | Nome             | da     | Modalità   |
| ------ | ---------------- | ------ | ---------- |
| D      | Michael Timisela |        | svincolato |

| Partenze | Partenze       | Partenze | Partenze |
| R.       | Nome           | a        | Modalità |
| -------- | -------------- | -------- | -------- |
| A        | Joachim Osvold | KuPS     | prestito |

### Sessione estiva(dal 22/07 al 18/08)
| Arrivi | Arrivi         | Arrivi | Arrivi        |
| R.     | Nome           | da     | Modalità      |
| ------ | -------------- | ------ | ------------- |
| D      | Håkon Skogseid |        | svincolato    |
| C      | Malaury Martin |        | svincolato    |
| A      | Joachim Osvold | KuPS   | fine prestito |

| Partenze | Partenze          | Partenze  | Partenze   |
| R.       | Nome              | a         | Modalità   |
| -------- | ----------------- | --------- | ---------- |
| C        | Moryké Fofana     | Lorient   | definitivo |
| C        | Bjørn Helge Riise | Aalesund  | definitivo |
| A        | Amahl Pellegrino  | Mjøndalen | definitivo |

## Risultati

### Eliteserien

#### Girone di andata
| Arbitro: | Hafsås (Trondheim) |

|                   |           |              |
| Kind Mikalsen 90’ | Marcatori | 11’ Børufsen |

| Arbitro: | Berntsen (Vang) |

|                 |           |              |
| Orry Larsen 89’ | Marcatori | 50’ Knudtzon |

| Arbitro: | Sandmoen (Kjelsås) |

|          |           |              |
| Åsen 35’ | Marcatori | 33’ Knudtzon |

| Arbitro: | Edvartsen (Hamar) |

|  |           |                      |
|  | Marcatori | 45’ Asante 45’ Issah |

| Arbitro: | Johansen (Brevik) |

|                   |           |                                 |
| Sylling Olsen 10’ | Marcatori | 39’, 49’, 60’ Friday 68’ Fofana |

| Arbitro: | Johnsen (Tønsberg) |

|                      |           |                   |
| Andersson 68’ (rig.) | Marcatori | 22’ Fredheim Holm |

| Arbitro: | Hansen (Feda) |

|                                |           |  |
| Søderlund 13’, 20’ Helland 35’ | Marcatori |  |

| Arbitro: | Moen (Haugesund) |

|                   |           |           |
| Knudtzon 60’, 64’ | Marcatori | 7’ Toivio |

| Arbitro: | Edvartsen (Hamar) |

|              |           |                                                |
| Trondsen 90’ | Marcatori | 19’ (aut.) Ernemann 50’ Andersson 90’ Krogstad |

| Arbitro: | Lundby (Bøverbru) |

|                                     |           |  |
| Knudtzon 15’ Kolstad 41’ Fofana 87’ | Marcatori |  |

| Arbitro: | Moen (Haugesund) |

|                        |           |  |
| Wikheim 49’ Fossum 86’ | Marcatori |  |

| Arbitro: | Hobber Nilsen (Oslo) |

|                         |           |             |
| Fofana 38’ Knudtzon 45’ | Marcatori | 60’ Berisha |

| Sandefjord 20 giugno 2015, ore 15:30 13ª giornata | Sandefjord       | 0 – 0 referto | Lillestrøm | Komplett.no Arena (3.635 spett.)\| Arbitro: \| Moen (Haugesund) \| |
| Arbitro:                                          | Moen (Haugesund) |               |            |                                                                    |

| Arbitro: | Hagen (Grue) |

|                   |           |            |
| Fofana 52’ (rig.) | Marcatori | 36’ Occéan |

| Arbitro: | Steen (Bergen) |

|                              |           |                              |
| Gytkjær 13’ (rig.), 23’, 90’ | Marcatori | 11’ Knudtzon 55’, 86’ Fofana |

#### Girone di ritorno
| Arbitro: | Hagen (Grue) |

|                   |           |                          |
| Fofana 58’ (rig.) | Marcatori | 52’ Kastrati 86’ Wikheim |

| Arbitro: | Moen (Haugesund) |

|                                         |           |  |
| Mathisen 50’ (rig.) Amundsen 66’ (aut.) | Marcatori |  |

| Arbitro: | Hobber Nilsen (Oslo) |

|                                  |           |                                   |
| Kippe 3’ Knudtzon 29’ Friday 33’ | Marcatori | 41’ (aut.) Amundsen 67’ Kirkevold |

| Arbitro: | Edvartsen (Hamar) |

|  |           |                                                                     |
|  | Marcatori | 39’ Helland 44’, 74’ Lædre Bjørdal 78’ (rig.), 82’ (rig.) Søderlund |

| Arbitro: | Moen (Haugesund) |

|                            |           |                        |
| Diomandé 50’, 88’ Næss 86’ | Marcatori | 15’ Friday 30’ Kolstad |

| Arbitro: | Skjerven (Kaupanger) |

|            |           |  |
| Martin 55’ | Marcatori |  |

| Arbitro: | Steen (Bergen) |

|                         |           |                       |
| Høiland 54’ Moström 81’ | Marcatori | 24’ Martin 86’ Friday |

| Arbitro: | Moen (Haugesund) |

|                                    |           |                  |
| Lundemo 11’ Kolstad 43’ Friday 47’ | Marcatori | 89’ (rig.) James |

| Kristiansand 19 settembre 2015, ore 15:30 24ª giornata | Start        | 0 – 0 referto | Lillestrøm | Sparebanken Sør Arena (5.354 spett.)\| Arbitro: \| Hagen (Grue) \| |
| Arbitro:                                               | Hagen (Grue) |               |            |                                                                    |

| Arbitro: | Johnsen (Tønsberg) |

|                                   |           |  |
| Friday 9’ Knudtzon 70’ Martin 88’ | Marcatori |  |

| Arbitro: | Kjensli (Oslo) |

|                  |           |  |
| Þorsteinsson 23’ | Marcatori |  |

| Arbitro: | Lundby (Bøverbru) |

|                                     |           |  |
| Skjerve 17’ (aut.) Vilhjálmsson 19’ | Marcatori |  |

| Arbitro: | Rafiq (Oslo) |

|  |           |                                  |
|  | Marcatori | 32’ Vilhjálmsson 77’, 90’ Friday |

| Arbitro: | Eskås (Oslo) |

|                                           |           |                  |
| Friday 49’ Kind Mikalsen 74’ Knudtzon 90’ | Marcatori | 90’ (rig.) Zajić |

| Arbitro: | Kjensli (Oslo) |

|                                                 |           |  |
| Bentley 16’ Occéan 54’ Nordkvelle 57’, 81’, 88’ | Marcatori |  |

### Norgesmesterskapet
| Arbitro: | Hauglund |

|                                                  |           |                                                                                  |
| Królikowski 38’ Lamptey 58’ Aronsen Tjernsli 83’ | Marcatori | 19’, 40’, 61’, 75’ Friday 43’ Osvold 56’ Fofana 73’, 89’ Pellegrino 88’ Krogstad |

| Arbitro: | Gjermshus |

|  |           |                                |
|  | Marcatori | 40’, 86’ Friday 88’ Pellegrino |

| Arbitro: | Døvle (Larvik) |

|                       |           |            |
| Moen Hansen 90’, 120’ | Marcatori | 78’ Fofana |

## Statistiche

### Statistiche di squadra
| Competizione       | Punti | In casa | In casa | In casa | In casa | In casa | In casa | In trasferta | In trasferta | In trasferta | In trasferta | In trasferta | In trasferta | Totale | Totale | Totale | Totale | Totale | Totale | DR  |
| Competizione       | Punti | G       | V       | N       | P       | Gf      | Gs      | G            | V            | N            | P            | Gf           | Gs           | G      | V      | N      | P      | Gf     | Gs     | DR  |
| ------------------ | ----- | ------- | ------- | ------- | ------- | ------- | ------- | ------------ | ------------ | ------------ | ------------ | ------------ | ------------ | ------ | ------ | ------ | ------ | ------ | ------ | --- |
| Eliteserien        | 44    | 15      | 9       | 3       | 3       | 26      | 18      | 15           | 3            | 6            | 6            | 19           | 25           | 30     | 12     | 9      | 9      | 45     | 43     | +2  |
| Norgesmesterskapet | -     | 0       | 0       | 0       | 0       | 0       | 0       | 3            | 2            | 0            | 1            | 13           | 5            | 3      | 2      | 0      | 1      | 13     | 5      | +8  |
| Totale             | -     | 15      | 9       | 3       | 3       | 26      | 18      | 18           | 5            | 6            | 7            | 32           | 30           | 33     | 14     | 9      | 10     | 58     | 48     | +10 |

### Statistiche dei giocatori
| Giocatore        | Eliteserien | Eliteserien | Eliteserien | Eliteserien | Norgesmesterskapet | Norgesmesterskapet | Norgesmesterskapet | Norgesmesterskapet | Coppe europee | Coppe europee | Coppe europee | Coppe europee | Altre coppe | Altre coppe | Altre coppe | Altre coppe | Totale   | Totale | Totale      | Totale     |
| Giocatore        | Presenze    | Reti        | Ammonizioni | Espulsioni  | Presenze           | Reti               | Ammonizioni        | Espulsioni         | Presenze      | Reti          | Ammonizioni   | Espulsioni    | Presenze    | Reti        | Ammonizioni | Espulsioni  | Presenze | Reti   | Ammonizioni | Espulsioni |
| ---------------- | ----------- | ----------- | ----------- | ----------- | ------------------ | ------------------ | ------------------ | ------------------ | ------------- | ------------- | ------------- | ------------- | ----------- | ----------- | ----------- | ----------- | -------- | ------ | ----------- | ---------- |
| M. Amundsen      | 30          | 0           | 3           | 0           | 3                  | 0                  | 0                  | 0                  |               |               |               |               |             |             |             |             | 33       | 0      | 3           | 0          |
| J. Andersson     | 12          | 2           | 1           | 0           | 1                  | 0                  | 0                  | 0                  |               |               |               |               |             |             |             |             | 13       | 2      | 1           | 0          |
| M. Brændsrød     | 5           | 0           | 0           | 0           | 1                  | 0                  | 0                  | 0                  |               |               |               |               |             |             |             |             | 6        | 0      | 0           | 0          |
| J. Faye-Lund     | 0           | -0          | 0           | 0           | 1                  | -3                 | 0                  | 0                  |               |               |               |               |             |             |             |             | 1        | -3     | 0           | 0          |
| M. Fofana        | 15          | 7           | 4           | 0           | 3                  | 2                  | 0                  | 0                  |               |               |               |               |             |             |             |             | 18       | 9      | 4           | 0          |
| F. Friday        | 26          | 11          | 1           | 0           | 3                  | 6                  | 0                  | 0                  |               |               |               |               |             |             |             |             | 29       | 17     | 1           | 0          |
| K. Ghaedamini    | 0           | 0           | 0           | 0           | 0                  | 0                  | 0                  | 0                  |               |               |               |               |             |             |             |             | 0        | 0      | 0           | 0          |
| B. Innocent      | 20          | 0           | 4           | 1           | 2                  | 0                  | 0                  | 0                  |               |               |               |               |             |             |             |             | 22       | 0      | 4           | 1          |
| S. Karterud      | 0           | 0           | 0           | 0           | 0                  | 0                  | 0                  | 0                  |               |               |               |               |             |             |             |             | 0        | 0      | 0           | 0          |
| S. Kind Mikalsen | 27          | 2           | 1           | 1           | 3                  | 0                  | 0                  | 0                  |               |               |               |               |             |             |             |             | 30       | 2      | 1           | 1          |
| F. Kippe         | 24          | 1           | 5           | 1           | 0                  | 0                  | 0                  | 0                  |               |               |               |               |             |             |             |             | 24       | 1      | 5           | 1          |
| J. Kolstad       | 25          | 3           | 3           | 0           | 3                  | 0                  | 0                  | 0                  |               |               |               |               |             |             |             |             | 28       | 3      | 3           | 0          |
| H. Kristiansen   | 1           | 0           | 0           | 0           | 0                  | 0                  | 0                  | 0                  |               |               |               |               |             |             |             |             | 1        | 0      | 0           | 0          |
| P. Kristiansen   | 0           | 0           | 0           | 0           | 2                  | 0                  | 0                  | 0                  |               |               |               |               |             |             |             |             | 2        | 0      | 0           | 0          |
| F. Krogstad      | 11          | 1           | 1           | 0           | 2                  | 1                  | 0                  | 0                  |               |               |               |               |             |             |             |             | 13       | 2      | 1           | 0          |
| M. Lundemo       | 15          | 1           | 2           | 0           | 0                  | 0                  | 0                  | 0                  |               |               |               |               |             |             |             |             | 15       | 1      | 2           | 0          |
| F. Margeirsson   | 27          | 0           | 4           | 0           | 3                  | 0                  | 0                  | 0                  |               |               |               |               |             |             |             |             | 30       | 0      | 4           | 0          |
| M. Martin        | 11          | 3           | 2           | 0           | -                  | -                  | -                  | -                  |               |               |               |               |             |             |             |             | 11       | 3      | 2           | 0          |
| S. Nordermoen    | 0           | 0           | 0           | 0           | 1                  | 0                  | 0                  | 0                  |               |               |               |               |             |             |             |             | 1        | 0      | 0           | 0          |
| E. Ødegaard      | 0           | -0          | 0           | 0           | 0                  | -0                 | 0                  | 0                  |               |               |               |               |             |             |             |             | 0        | 0      | 0           | 0          |
| M. Ofkir         | 12          | 0           | 0           | 0           | 0                  | 0                  | 0                  | 0                  |               |               |               |               |             |             |             |             | 12       | 0      | 0           | 0          |
| P. Olsen         | 1           | 0           | 0           | 0           | 0                  | 0                  | 0                  | 0                  |               |               |               |               |             |             |             |             | 1        | 0      | 0           | 0          |
| A. Origi         | 30          | -43         | 2           | 0           | 2                  | -2                 | 0                  | 0                  |               |               |               |               |             |             |             |             | 32       | -45    | 2           | 0          |
| J. Osvold        | 1           | 0           | 0           | 0           | 1                  | 1                  | 0                  | 0                  |               |               |               |               |             |             |             |             | 2        | 1      | 0           | 0          |
| A. Pellegrino    | 13          | 0           | 3           | 0           | 2                  | 3                  | 0                  | 0                  |               |               |               |               |             |             |             |             | 15       | 3      | 3           | 0          |
| L. Rexhepi       | 0           | 0           | 0           | 0           | 0                  | 0                  | 0                  | 0                  |               |               |               |               |             |             |             |             | 0        | 0      | 0           | 0          |
| B. Riise         | 15          | 0           | 3           | 0           | 1                  | 0                  | 0                  | 0                  |               |               |               |               |             |             |             |             | 16       | 0      | 3           | 0          |
| S. Ringstad      | 20          | 0           | 1           | 0           | 3                  | 0                  | 0                  | 0                  |               |               |               |               |             |             |             |             | 23       | 0      | 1           | 0          |
| S. Sinyan        | 0           | 0           | 0           | 0           | 2                  | 0                  | 1                  | 0                  |               |               |               |               |             |             |             |             | 2        | 0      | 1           | 0          |
| H. Skogseid      | 7           | 0           | 0           | 0           | -                  | -                  | -                  | -                  |               |               |               |               |             |             |             |             | 7        | 0      | 0           | 0          |
| M. Timisela      | 11          | 0           | 1           | 0           | 0                  | 0                  | 0                  | 0                  |               |               |               |               |             |             |             |             | 11       | 0      | 1           | 0          |